# Прибужанівська сільська територіальна громада
Прибужанівська сільська громада — територіальна громада в Україні, у Вознесенському районі Миколаївської області. Адміністративний центр — село Прибужани.
Площа громади — 363,3 км², населення — 8002 мешканці (2018).
Утворена 20 липня 2016 року шляхом об'єднання Дмитрівської, Новосілківської, Прибужанівської, Тімірязєвської та Яструбинівської сільських рад Вознесенського району.

## Населені пункти
До складу громади входять 3 селища (Мартинівське, Миролюбівське, Новосілка) і 17 сіл:
- Андрійчикове
- Бакай
- Вільне
- Вокзал
- Глюгове
- Дмитрівка
- Кам'яна Балка
- Криворучка
- Манне
- Мартинівське
- Нове
- Новобілоусівка
- Новопристань
- Очаківське
- Прибужани
- Рюмівське
- Яструбинове